# Casa de la Vila de Sarrià
La Casa de la Vila de Sarrià és una casa consistorial de Sarrià (Barcelona), catalogada com a Bé Cultural d'Interès Local.

## Descripció
L'edifici, d'estil eclèctic, consta de planta baixa i dos pisos. La façana principal, que dona a la plaça del Consell de la Vila, consta de tres cossos; el del mig que sobresurt té tres obertures que donen a una balconada amb balustrada suportada amb cartel·les a la planta noble.
De l'interior destaca la sala de plens amb el sostre teginat.

## Història
Va ser projectat el 1895 per l'arquitecte municipal Francesc Mariné, i inaugurat el 2 de maig del 1896 per l'alcalde Ramon Miralles i Vilalta, dins un programa de millores a la vila de Sarrià en unes dècades de creixement urbanístic, entre les quals hi hagué un nou mercat, el nou cementiri o les escoles municipals. Originalment, en els baixos hi havien els bombers locals i s'hi guardaven els cotxes.